# لأجل الأفضل ولأجل البصل
لأجل الأفضل ولأجل البصل (بالفرنسية: Pour le meilleur et pour l'oignon)‏ هو فيلم وثائقي نيجيري صدر سنة 2008 وأخرجه المُخرج ساني الحاج ماغوري. يتحدث الفيلم حول مُزارعي البصل في مدينة غالمي في النيجر.

## ملخص القصة
صُور الفيلم في مسقط رأس المخرج على مدار موسم زراعي بكامله، ويتتبع كيف يُؤثر تغير سعر البصل على حياة قرويين اثنين شاب وشابة، واللذان يرغبان في الزواج. بينما يُكافح والد العروس، يارو، لكسب ما يكفي من محصوله ليتمكن من توفير حفل زواج مُناسب لابنته.

## الجوائز والمهرجانات
- 2008: حصل الفيلم على جائزة جان روش خلال مُنتدى الأفلام الوثائقية الأفريقية في نيامي.
- 2009: حصل الفيلم على كُل من جائزة لجنة التحكيم الدولية وجائزة طالب المدرسة الثانوية الشاب، خلال المهرجان الدولي للأفلام حول العالم القروي في فرنسا.[2]
- 2009: حصل الفيلم على جائزة أفضل فيلم وثائقي في حفل توزيع جوائز أكاديمية الأفلام الأفريقية.[3]
- 2009: حصل الفيلم على جائزة أفضل فيلم أجنبي في مهرجان تيرا دي توتي السينمائي في إيطاليا.
- 2010: حصل الفيلم على جائزة أفضل فيلم وثائقي قصير في مهرجان عموم أفريقيا للسينما والفنون في لوس أنجلوس.
- خلال مهرجان كان السينمائي 2010، اختيرالفيلم ضمن فئة سينما العالم.[1]

## روابط خارجية
لأجل الأفضل ولأجل البصل على موقع IMDb (الإنجليزية)
- لأجل الأفضل ولأجل البصل على موقع أول موفي (الإنجليزية)
- لأجل الأفضل ولأجل البصل على موقع قاعدة بيانات الفيلم (الإنجليزية)
- لأجل الأفضل ولأجل البصل على موقع ليتربوكسد (الإنجليزية)

قالب:جائزة أكاديمية الفيلم الأفريقي لأفضل فيلم وثائقي